# XB-70 Valkyrie
North American XB-70 "Valkyrie" a fost prototipul unui bombardier strategic foarte avansat, de mare altitudine și viteză (Mach 3). Dezvoltarea acestui avion a îngrijorat Uniunea Sovietică într-atât, încât aceasta a dus la crearea interceptorului MiG-25 Foxbat ca răspuns. Modelul a fost abandonat în 1962 pentru că, spre deosebire de rachetele balistice intercontinentale, avionul nu mai putea penetra apărarea antiaeriană sovietică preconizată pentru anii 1970.

## Configurație
Valkyrie dispunea de aripioare-rață (canard) și aripi principale în cofigurație delta. Era construit în mare parte din oțel inoxidabil, structură de tip fagure și titan. Era proiectat să utilizeze un fenomen numit portanță de compresie, care apare atunci când unda de șoc generată de un avion la viteze supersonice este "prinsă" sub aripi, suportând o parte din greutatea avionului. Sub centrul aripii, Valkyrie avea o despărțitură de mari dimensiuni la centrul gurilor de admisie ale motoarelor, care avea rolul de a produce o undă de șoc puternică. Acționând asupra aripilor, acest șoc îi permitea avionului să recupereze energie din propria urmă lăsată în aer. La viteze mari, portanța de compresie sporea portanța aripilor cu până la 30 la sută, fără nici o creștere a rezistenței la înaintare.
Porțiunile exterioare ale aripilor erau mobile, și puteau fi înclinate în jos cu până la 65 de grade. Aceasta sporea stabilitatea direcțională a avionului la viteze supersonice, muta centrul de portanță la o poziție mai favorabilă la viteze mari, și întărea efectul de portanță de compresie. Cu vârfurile aripilor coborâte, unda de șoc cauzată de portanța de compresie avea sa fie și mai mult ținută sub control sub aripi, în loc să se scurgă dincolo de vârfurile aripilor.
Valoarea raportului maxim portanță/rezistență la înaintare la viteza de Mach 2.0 era de aprox. 6,0. În regim de zbor similar, pentru B-58 Hustler valoarea era de puțin sub 5, iar la Concorde de aprox 7,4.